# متحف الضويحي
متحف عبد الرحمن الضويحي للتراث الشعبي بالزلفي، متحف مرخص من قبل الهيئة العامة للسياحة والتراث الوطني بمنطقة الرياض، يقع شرق مركز علقة بمحافظة الزلفي في منطقة الرياض، يُعد من أهم معالم السياحة التراثية بالنسبة لأهالي وزوار محافظة الزلفي. يستقبل المتحف الزوار بشكل مجاني، وذلك بداخل قرية علقة التراثية بالزلفي التي تضم العديد من البيوت والمتاحف التراثية. المتحف الذي أسسه عبد الرحمن بن حمود الضويحي، يشغل مساحة 2500 متر مربع.

## المقتنيات
يحتوي المتحف على 11 ألف قطعة مختلفة من المقتنيات والقطع التراثية من الأدوات المنزلية القديمة والحلي التي تتزين بها المرأة المصنوعة من الفضة، علاوة على الملابس بكافة أنواعها.وتوجد في المتحف عدد من الخناجر القديمة وأنواع من السيوف والبنادق، إضافة إلى الأدوات الفنية والموسيقية القديمة، وبعض النسخ من الصحف السعودية والمجلات العربية والكتب القديمة، ضافة إلى العديد من العملات النقدية التي يعود تاريخ بعضها إلى عصور الخلافة والدول الإسلامية والعربية.